# Беллини, Лоренцо
Лоре́нцо Белли́ни (итал. Lorenzo Bellini; 1643—1704) — итальянский анатом, физиолог и поэт.

## Биография

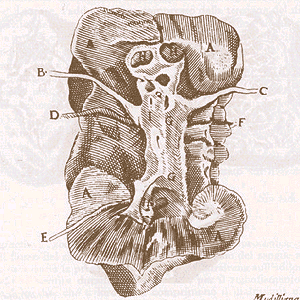

Лоренцо Беллини родился 3 сентября 1643 года во Флоренции.
Начиная с 1663 года был профессором анатомии в университете города Пизы; занимался изучением строения и функционирования почек. Открытые им прямые мочевые канальцы почек были названы в его честь: «беллиниевы трубочки» (итал. tubuli Belliniani).
После того как он провёл тридцать лет в Пизе, его пригласили во Флоренцию и назначили врачом Козимо III Медичи. Кроме того, он стал главным медицинским консультантом Папы Климента XI.
Лоренцо Беллини известен также как поэт, особенно своими «Bucchereide» (Флоренция, 1729 год).
Лоренцо Беллини скончался 8 января 1704 года в своём родном городе.

## Избранная библиография

Opuscula, 1695

- «De structura et usu renum» (Флоренция, 1662)
- «Exercitatio anatomica de structura et usu renum». 1662
- «Opera omnia» (издана уже после смерти автора, в 1708 году в Венеции).